# Bombus brasiliensis
Bombus brasiliensis là một loài Hymenoptera trong họ Apidae. Loài này được Lepeletier mô tả khoa học năm 1835.